# Rogue One: A Star Wars Story
Rogue One: A Star Wars Story (Brasil: Rogue One: Uma História Star Wars; Portugal/PALOP: Rogue One: Uma História de Star Wars) é um space opera épica estadunidense de ação, aventura, fantasia e ficção científica de 2016, de Gareth Edwards e escrito por Chris Weitz, sendo um derivado da franquia Star Wars, de George Lucas. O filme, que faz parte de uma nova série de spin-offs produzidos pela Lucasfilm e distribuídos mundialmente pela Walt Disney Studios Motion Pictures com base na série de filmes, teve seus efeitos especiais produzidos pela Industrial Light & Magic.
A narrativa de Rogue One: A Star Wars Story é estabelecida entre os acontecimentos de A Vingança dos Sith e Uma Nova Esperança. A história do filme se baseia em um grupo de combatentes da Aliança Rebelde se unindo para uma missão de roubar os planos da Estrela da Morte.
A fotografia principal teve início em Elstree Studios, no Reino Unido, durante o início de agosto de 2015 e terminou em fevereiro de 2016, com regravações e filmagens adicionais ocorrendo em meados de junho de 2016. Rogue One teve sua estreia em Los Angeles no dia 10 de dezembro de 2016, estreando nos cinemas em 15 de dezembro de 2016.
Seu primeiro fim de semana obteve US$ 290 milhões. O filme recebeu críticas geralmente positivas, com elogios às performances do elenco, cenas de ação, o tom mais sombrio, efeitos visuais, fotografia e a trilha sonora de Michael Giacchino. Em 22 de janeiro de 2017, o filme passou a marca de US$ 1 bilhão em bilheteria. Foi um dos filmes de maior bilheteria nos Estados Unidos e Canadá com pouco mais de US$ 532 milhões. Mundialmente, conquistou a segunda colocação entre os filmes mais rentáveis de 2016, ficando atrás apenas de Captain America: Civil War.
Rogue One: A Star Wars Story teve duas indicações ao Oscar 2017, nas categorias de Melhor Mixagem de Som e Melhores Efeitos Visuais.

## Etimologia
Rogue Um ou Líder dos Rogues, assim é chamado o piloto mais habilidoso do Esquadrão Rogue ou Esquadrão Desordeiro.

## Enredo
13 anos antes da destruição da Primeira Estrela da Morte, já se passaram seis anos desde a extinção da Ordem Jedi, o desaparecimento do jovem Jedi Anakin Skywalker, e o surgimento do cruel Lorde Sith Darth Vader, como também o fato do Imperador Palpatine ter transformado a República Galáctica no temível Império Galáctico. A galáxia agora se encontra dominada pela ditadura, escravidão e opressão. O Império inicia então uma busca por pessoas que possam contribuir para a construção de uma nova superarma.
Quando criança, Jyn Erso se esconde longe de sua casa quando seu pai, o ex-designer de armas Galen Erso, é recrutado a força pelo diretor Imperial Orson Krennic para completar o projeto da Estrela da Morte, uma estação espacial capaz de destruir planetas inteiros. Krennic mata a esposa de Galen e o leva, com Jyn sendo resgatada e recrutada pelo rebelde revolucionário Saw Gerrera. Treze anos depois, Galen ajuda Bodhi Rook, um piloto de carga imperial, a contrabandear uma mensagem para a Aliança Rebelde quando ele é pego. Agora uma adulta, Jyn é liberta do cativeiro Imperial pela Rebelião, que planeja usá-la para rastrear seu pai, e depois matá-lo para impedir a arma que está sendo construída de ser concluída. Ela é enviada para a lua de Jedha com o oficial rebelde Cassian Andor e seu droide imperial reprogramado K-2SO.
Em Jedha, Jyn e Andor são capturados pelo grupo de Saw. Ele mostra a Jyn um holograma que Galen secretamente fez, no qual expressa seu amor por ela, e sua ajuda coagida ao projeto. Galen também revela que ele secretamente comprometeu o design da Estrela da Morte. Enquanto isso, o alto oficial imperial Grand Moff Tarkin se reúne com Krennic na Estrela da Morte e expressa ceticismo sobre o projeto e sua gestão. Como demonstração de poder, Krennic usa a arma para destruir a capital de Jedha para suprimir a insurgência liderada por Gerrera, forçando Jyn e seu grupo a fugir enquanto Gerrera é morto. Tarkin felicita Krennic e então usa quebras de segurança sob o comando de Krennic como um pretexto para assumir o controle do projeto, enfurecendo o diretor.
Usando a gravação, Jyn rastreia seu pai a uma instalação de pesquisa Imperial no planeta de mineração Eadu, mas ele é ferido fatalmente em um ataque de bombardeio Rebelde e morre em seus braços. Entretanto, Galen admitiu a Krennic que era responsável por comprometer o projeto da Estrela da Morte, incitando Krennic a examinar todas as comunicações de Galen para descobrir que informação tinha emitido e restaurar sua reputação.
Em Yavin 4, Jyn propõe à Aliança um plano para roubar os esquemas da Estrela da Morte de um banco de dados de alta segurança no planeta Scarif. Com seu pai e Gerrera mortos e o holograma destruído, a liderança rebelde não tem como verificar sua história e não pode concordar com um plano. Frustrados com sua inação, Jyn, Andor, K-2SO e uma equipe montada de infiltrados — incluindo Bodhi, o guerreiro Chirrut Îmwe e o mercenário Baze Malbus — decidem invadir o banco de dados e obter os esquemas. O grupo se infiltra com sucesso no planeta. À medida que Jyn, Andor e K-2SO pesquisam o banco de dados para os planos de projeto, os outros rebeldes disparam explosivos e começam a disparar na área de pouso próxima, a fim de distrair os stormtroopers residentes. Eles são unidos fora do planeta pela frota espacial Rebelde que tardiamente decidiu ajudar, atacando a estação espacial que controla o acesso ao planeta. Jyn obtém os esquemas da Estrela da Morte dos bancos de dados enquanto K-2SO é destruído em luta contra os stormtroopers. Bodhi, Îmwe, Malbus e vários rebeldes são mortos enquanto alertam a frota Rebelde dos planos de Jyn. Jyn é confrontada por Krennic que declara a vitória inevitável do Império, apenas para ser baleado por Andor.
Tarkin decide usar a Estrela da Morte para destruir a base comprometida, mas não antes que Jyn use o sistema de comunicação da base para enviar os esquemas da Estrela da Morte a nave de comando Rebelde. Embora ele a tenha salvo de Krennic, Jyn e Andor morrem à medida que a base é destruída. Uma força Imperial liderada por Darth Vader intercepta e embarca na nave de comando, embora ela consiga escapar do bloqueio com os planos da Estrela da Morte, que agora estão em posse da Princesa Leia na corveta coreliana Tantive IV.

## Enquadramento no universoStar Wars
| Filmes e séries | Filmes e séries                     | Calendário ficcional (em anos) | Calendário ficcional (em anos) | Calendário ficcional (em anos) | Calendário ficcional (em anos) | Calendário ficcional (em anos) | Calendário ficcional (em anos) | Calendário ficcional (em anos) | Calendário ficcional (em anos) | Calendário ficcional (em anos) | Calendário ficcional (em anos) | Calendário ficcional (em anos) | Calendário ficcional (em anos) | Calendário ficcional (em anos) | Calendário ficcional (em anos) | Calendário ficcional (em anos) | Calendário ficcional (em anos) | Calendário ficcional (em anos) | Calendário ficcional (em anos) | Calendário ficcional (em anos) | Calendário ficcional (em anos) | Calendário ficcional (em anos) | Calendário ficcional (em anos) | Calendário ficcional (em anos) | Calendário ficcional (em anos) | Calendário ficcional (em anos) | Calendário ficcional (em anos) | Calendário ficcional (em anos) | Calendário ficcional (em anos) | Calendário ficcional (em anos) | Calendário ficcional (em anos) | Calendário ficcional (em anos) | Calendário ficcional (em anos) | Calendário ficcional (em anos) | Calendário ficcional (em anos) | Calendário ficcional (em anos) | Calendário ficcional (em anos) | Calendário ficcional (em anos) | Calendário ficcional (em anos) | Calendário ficcional (em anos) | Calendário ficcional (em anos) | Calendário ficcional (em anos) | Calendário ficcional (em anos) | Calendário ficcional (em anos) | Calendário ficcional (em anos) | Calendário ficcional (em anos) | Calendário ficcional (em anos) | Calendário ficcional (em anos) | Calendário ficcional (em anos) | Calendário ficcional (em anos) | Calendário ficcional (em anos) |
| Filmes e séries | Filmes e séries                     | Antes da Batalha de Yavin      | Antes da Batalha de Yavin      | Antes da Batalha de Yavin      | Antes da Batalha de Yavin      | Antes da Batalha de Yavin      | Antes da Batalha de Yavin      | Antes da Batalha de Yavin      | Antes da Batalha de Yavin      | Antes da Batalha de Yavin      | Antes da Batalha de Yavin      | Antes da Batalha de Yavin      | Antes da Batalha de Yavin      | Antes da Batalha de Yavin      | Antes da Batalha de Yavin      | Antes da Batalha de Yavin      | Antes da Batalha de Yavin      | Antes da Batalha de Yavin      | Antes da Batalha de Yavin      | Antes da Batalha de Yavin      | Antes da Batalha de Yavin      | Antes da Batalha de Yavin      | Antes da Batalha de Yavin      | Antes da Batalha de Yavin      | Antes da Batalha de Yavin      | Antes da Batalha de Yavin      | Antes da Batalha de Yavin      | Antes da Batalha de Yavin      | Antes da Batalha de Yavin      | Antes da Batalha de Yavin      | Antes da Batalha de Yavin      | Depois da Batalha de Yavin     | Depois da Batalha de Yavin     | Depois da Batalha de Yavin     | Depois da Batalha de Yavin     | Depois da Batalha de Yavin     | Depois da Batalha de Yavin     | Depois da Batalha de Yavin     | Depois da Batalha de Yavin     | Depois da Batalha de Yavin     | Depois da Batalha de Yavin     | Depois da Batalha de Yavin     | Depois da Batalha de Yavin     | Depois da Batalha de Yavin     | Depois da Batalha de Yavin     | Depois da Batalha de Yavin     | Depois da Batalha de Yavin     | Depois da Batalha de Yavin     | Depois da Batalha de Yavin     | Depois da Batalha de Yavin     | Depois da Batalha de Yavin     |
| Filmes e séries | Filmes e séries                     | 33                             | 32                             | 31                             | 30–24                          | 23                             | 22                             | 21                             | 20                             | 19                             | 18                             | 17                             | 16                             | 15                             | 14                             | 13                             | 12                             | 11                             | 10                             | 9                              | 8                              | 7                              | 6                              | 5                              | 4                              | 3                              | 2                              | 1                              | 0                              | 0                              | 0                              | 0                              | 1                              | 2                              | 3                              | 4                              | 5                              | 6                              | 7                              | 8                              | 9                              | 10                             | 11                             | 12–31                          | 32                             | 33                             | 34                             | 34                             | 35                             | 36-49                          | 50                             |
| --- | ----------------------------------- | ------------------------------ | ------------------------------ | ------------------------------ | ------------------------------ | ------------------------------ | ------------------------------ | ------------------------------ | ------------------------------ | ------------------------------ | ------------------------------ | ------------------------------ | ------------------------------ | ------------------------------ | ------------------------------ | ------------------------------ | ------------------------------ | ------------------------------ | ------------------------------ | ------------------------------ | ------------------------------ | ------------------------------ | ------------------------------ | ------------------------------ | ------------------------------ | ------------------------------ | ------------------------------ | ------------------------------ | ------------------------------ | ------------------------------ | ------------------------------ | ------------------------------ | ------------------------------ | ------------------------------ | ------------------------------ | ------------------------------ | ------------------------------ | ------------------------------ | ------------------------------ | ------------------------------ | ------------------------------ | ------------------------------ | ------------------------------ | ------------------------------ | ------------------------------ | ------------------------------ | ------------------------------ | ------------------------------ | ------------------------------ | ------------------------------ | ------------------------------ |
| A Ameaça Fantasma Ataque dos Clones A Vingança dos Sith |                                     |                                | I                              |                                |                                |                                | II                             |                                |                                | III                            |                                |                                |                                |                                |                                |                                |                                |                                |                                |                                |                                |                                |                                |                                |                                |                                |                                |                                |                                |                                |                                |                                |                                |                                |                                |                                |                                |                                |                                |                                |                                |                                |                                |                                |                                |                                |                                |                                |                                |                                |                                |
| Uma Nova Esperança O Império Contra-Ataca O Regresso de Jedi |                                     |                                |                                |                                | IV                             | IV                             | V                              | VI                             |                                |                                |                                |                                |                                |                                |                                |                                |                                |                                |                                |                                |                                |                                |                                |                                |                                |                                |                                |                                |                                |                                |                                |                                |                                |                                |                                |                                |                                |                                |                                |                                |                                |                                |                                |                                |                                |                                |                                |                                |                                |                                |                                |
| O Despertar da Força Os Últimos Jedi A Ascensão de Skywalker |                                     |                                |                                |                                |                                | VII                            | VIII                           | IX                             |                                |                                |                                |                                |                                |                                |                                |                                |                                |                                |                                |                                |                                |                                |                                |                                |                                |                                |                                |                                |                                |                                |                                |                                |                                |                                |                                |                                |                                |                                |                                |                                |                                |                                |                                |                                |                                |                                |                                |                                |                                |                                |                                |
| Rogue One Solo |                                     | a                              | R1                             |                                |                                |                                |                                |                                |                                |                                |                                |                                |                                |                                |                                |                                |                                |                                |                                |                                |                                |                                |                                |                                |                                |                                |                                |                                |                                |                                |                                |                                |                                |                                |                                |                                |                                |                                |                                |                                |                                |                                |                                |                                |                                |                                |                                |                                |                                |                                |                                |
| Rogue One Solo | a                                   | S                              |                                |                                |                                |                                |                                |                                |                                |                                |                                |                                |                                |                                |                                |                                |                                |                                |                                |                                |                                |                                |                                |                                |                                |                                |                                |                                |                                |                                |                                |                                |                                |                                |                                |                                |                                |                                |                                |                                |                                |                                |                                |                                |                                |                                |                                |                                |                                |                                |                                |
| The Clone Wars (+ Filme) The Bad Batch Obi-Wan Kenobi Rebels Andor Resistance The Mandalorian O Livro de Boba Fett Ahsoka |                                     | Clone Wars                     | Clone Wars                     | Clone Wars                     | Clone Wars                     |                                |                                |                                |                                |                                |                                |                                |                                |                                |                                |                                |                                |                                |                                |                                |                                |                                |                                |                                |                                |                                |                                |                                |                                |                                |                                |                                |                                |                                |                                |                                |                                |                                |                                |                                |                                |                                |                                |                                |                                |                                |                                |                                |                                |                                |                                |
| The Clone Wars (+ Filme) The Bad Batch Obi-Wan Kenobi Rebels Andor Resistance The Mandalorian O Livro de Boba Fett Ahsoka |                                     |                                | BB                             |                                |                                |                                |                                |                                |                                |                                |                                |                                |                                |                                |                                |                                |                                |                                |                                |                                |                                |                                |                                |                                |                                |                                |                                |                                |                                |                                |                                |                                |                                |                                |                                |                                |                                |                                |                                |                                |                                |                                |                                |                                |                                |                                |                                |                                |                                |                                |                                |
| The Clone Wars (+ Filme) The Bad Batch Obi-Wan Kenobi Rebels Andor Resistance The Mandalorian O Livro de Boba Fett Ahsoka |                                     | K                              |                                |                                |                                |                                |                                |                                |                                |                                |                                |                                |                                |                                |                                |                                |                                |                                |                                |                                |                                |                                |                                |                                |                                |                                |                                |                                |                                |                                |                                |                                |                                |                                |                                |                                |                                |                                |                                |                                |                                |                                |                                |                                |                                |                                |                                |                                |                                |                                |                                |
| The Clone Wars (+ Filme) The Bad Batch Obi-Wan Kenobi Rebels Andor Resistance The Mandalorian O Livro de Boba Fett Ahsoka |                                     | Rebels                         | Rebels                         | Rebels                         | Rebels                         | Rebels                         | Rebels                         | b                              |                                |                                |                                |                                |                                |                                |                                |                                |                                |                                |                                |                                |                                |                                |                                |                                |                                |                                |                                |                                |                                |                                |                                |                                |                                |                                |                                |                                |                                |                                |                                |                                |                                |                                |                                |                                |                                |                                |                                |                                |                                |                                |                                |
| The Clone Wars (+ Filme) The Bad Batch Obi-Wan Kenobi Rebels Andor Resistance The Mandalorian O Livro de Boba Fett Ahsoka | Andor                               |                                |                                |                                |                                |                                |                                |                                |                                |                                |                                |                                |                                |                                |                                |                                |                                |                                |                                |                                |                                |                                |                                |                                |                                |                                |                                |                                |                                |                                |                                |                                |                                |                                |                                |                                |                                |                                |                                |                                |                                |                                |                                |                                |                                |                                |                                |                                |                                |                                |                                |
| The Clone Wars (+ Filme) The Bad Batch Obi-Wan Kenobi Rebels Andor Resistance The Mandalorian O Livro de Boba Fett Ahsoka |                                     |                                |                                |                                |                                | Resistance                     |                                |                                |                                |                                |                                |                                |                                |                                |                                |                                |                                |                                |                                |                                |                                |                                |                                |                                |                                |                                |                                |                                |                                |                                |                                |                                |                                |                                |                                |                                |                                |                                |                                |                                |                                |                                |                                |                                |                                |                                |                                |                                |                                |                                |                                |
| The Clone Wars (+ Filme) The Bad Batch Obi-Wan Kenobi Rebels Andor Resistance The Mandalorian O Livro de Boba Fett Ahsoka | M                                   |                                |                                |                                |                                |                                |                                |                                |                                |                                |                                |                                |                                |                                |                                |                                |                                |                                |                                |                                |                                |                                |                                |                                |                                |                                |                                |                                |                                |                                |                                |                                |                                |                                |                                |                                |                                |                                |                                |                                |                                |                                |                                |                                |                                |                                |                                |                                |                                |                                |                                |
| The Clone Wars (+ Filme) The Bad Batch Obi-Wan Kenobi Rebels Andor Resistance The Mandalorian O Livro de Boba Fett Ahsoka | BF                                  |                                |                                |                                |                                |                                |                                |                                |                                |                                |                                |                                |                                |                                |                                |                                |                                |                                |                                |                                |                                |                                |                                |                                |                                |                                |                                |                                |                                |                                |                                |                                |                                |                                |                                |                                |                                |                                |                                |                                |                                |                                |                                |                                |                                |                                |                                |                                |                                |                                |                                |
| The Clone Wars (+ Filme) The Bad Batch Obi-Wan Kenobi Rebels Andor Resistance The Mandalorian O Livro de Boba Fett Ahsoka | A                                   |                                |                                |                                |                                |                                |                                |                                |                                |                                |                                |                                |                                |                                |                                |                                |                                |                                |                                |                                |                                |                                |                                |                                |                                |                                |                                |                                |                                |                                |                                |                                |                                |                                |                                |                                |                                |                                |                                |                                |                                |                                |                                |                                |                                |                                |                                |                                |                                |                                |                                |
| Era | Era                                 | Queda dos Jedi                 | Queda dos Jedi                 | Queda dos Jedi                 | Queda dos Jedi                 | Queda dos Jedi                 | Queda dos Jedi                 | Queda dos Jedi                 | Queda dos Jedi                 | Queda dos Jedi                 | Ascensão do Império            | Ascensão do Império            | Ascensão do Império            | Ascensão do Império            | Ascensão do Império            | Ascensão do Império            | Ascensão do Império            | Ascensão do Império            | Ascensão do Império            | Ascensão do Império            | Ascensão do Império            | Ascensão do Império            | Ascensão do Império            | Era da Rebelião                | Era da Rebelião                | Era da Rebelião                | Era da Rebelião                | Era da Rebelião                | Era da Rebelião                | Era da Rebelião                | Era da Rebelião                | Era da Rebelião                | Era da Rebelião                | Era da Rebelião                | Era da Rebelião                | Era da Rebelião                | Era da Rebelião                | A Nova República               | A Nova República               | A Nova República               | A Nova República               | A Nova República               | A Nova República               | A Nova República               | A Nova República               | Ascensão da Primeira Ordem     | Ascensão da Primeira Ordem     | Ascensão da Primeira Ordem     | Ascensão da Primeira Ordem     |                                | A Nova Ordem Jedi              |
| \| \| Prequela (Episódios I–III) \| \| \| Trilogia Original (Episódios IV–VI) \| \| \| Sequela (Episódios VII–IX) \| \| \| Filmes A Star Wars Story \| \| \| Séries \| a: Prólogo b: Epílogo Os episódios da web série Star Wars: Força do Destino passam-se em alturas diferentes, o que dificulta a sua inserção no cronograma. Também estão excluídos minisséries, contos, bandas desenhadas e livros do cânone oficial do Star-Wars, bem como o parque temático Star Wars: Galaxy’s Edge (entre VIII e IX). A cronologia usa o calendário ficcional do universo Star-Wars em anos antes e depois da Batalha de Yavin. A Batalha de Yavin IV representa o final do Episódio IV, em que Luke Skywalker e os rebeldes destroem a primeira Estrela da Morte. |                                     |                                |                                |                                |                                |                                |                                |                                |                                |                                |                                |                                |                                |                                |                                |                                |                                |                                |                                |                                |                                |                                |                                |                                |                                |                                |                                |                                |                                |                                |                                |                                |                                |                                |                                |                                |                                |                                |                                |                                |                                |                                |                                |                                |                                |                                |                                |                                |                                |                                |                                |
| | Prequela (Episódios I–III)          |                                |                                |                                |                                |                                |                                |                                |                                |                                |                                |                                |                                |                                |                                |                                |                                |                                |                                |                                |                                |                                |                                |                                |                                |                                |                                |                                |                                |                                |                                |                                |                                |                                |                                |                                |                                |                                |                                |                                |                                |                                |                                |                                |                                |                                |                                |                                |                                |                                |                                |
| | Trilogia Original (Episódios IV–VI) |                                |                                |                                |                                |                                |                                |                                |                                |                                |                                |                                |                                |                                |                                |                                |                                |                                |                                |                                |                                |                                |                                |                                |                                |                                |                                |                                |                                |                                |                                |                                |                                |                                |                                |                                |                                |                                |                                |                                |                                |                                |                                |                                |                                |                                |                                |                                |                                |                                |                                |
| | Sequela (Episódios VII–IX)          |                                |                                |                                |                                |                                |                                |                                |                                |                                |                                |                                |                                |                                |                                |                                |                                |                                |                                |                                |                                |                                |                                |                                |                                |                                |                                |                                |                                |                                |                                |                                |                                |                                |                                |                                |                                |                                |                                |                                |                                |                                |                                |                                |                                |                                |                                |                                |                                |                                |                                |
| | Filmes A Star Wars Story            |                                |                                |                                |                                |                                |                                |                                |                                |                                |                                |                                |                                |                                |                                |                                |                                |                                |                                |                                |                                |                                |                                |                                |                                |                                |                                |                                |                                |                                |                                |                                |                                |                                |                                |                                |                                |                                |                                |                                |                                |                                |                                |                                |                                |                                |                                |                                |                                |                                |                                |
| | Séries                              |                                |                                |                                |                                |                                |                                |                                |                                |                                |                                |                                |                                |                                |                                |                                |                                |                                |                                |                                |                                |                                |                                |                                |                                |                                |                                |                                |                                |                                |                                |                                |                                |                                |                                |                                |                                |                                |                                |                                |                                |                                |                                |                                |                                |                                |                                |                                |                                |                                |                                |

## Elenco
- Felicity Jones como Jyn Erso: Uma jovem das ruas que está por conta própria desde os 15 anos de idade. Dona de grandes habilidades de luta e conhecimento sobre a Galáxia, ela é detida pela Aliança Rebelde e tem a chance de fazer algo útil. A produtora e presidente da Lucasfilm Kathleen Kennedy a compara com Joana d'Arc.
- Diego Luna como Cassian Andor: Um homem "estável e prático, que tem muita experiência em combate". Ele sabe como é enfrentar o Império, todos os dias, de forma efetiva e inteligente.
- Riz Ahmed como Bohdi Rook:[19] O piloto desse grupo da Aliança. Apesar de sua personalidade impulsiva e volátil, todos de sua equipe confiam em suas habilidades técnicas.
- Ben Mendelsohn como Almirante Orson Krennic: Do lado oposto da guerra, este vilão é um ambicioso e inteligente diretor imperial que pretende usar seu esquadrão de Deathtroopers para pulverizar a Aliança e cair nas graças do Imperador - enquanto tenta evitar a ira de Darth Vader.
- Forest Whitaker como Saw Guerrera: Com um passado conturbado, ele tenta fazer a coisa certa usando medidas extremas e questionáveis. Saw está do lado da Aliança, porém Kathleen Kennedy deixa bem claro que ele não faz parte do grupo: é um aliado independente.
- Jonathan Aris como Senador Jebel
- Mads Mikkelsen como Galen Erso: O pai distante de Jyn é dono de um conhecimento muito vasto, algo cobiçado tanto pela Aliança, como pelo Império.
- Alan Tudyk como K-2SO: Um dróide completamente oposto ao C-3PO: confiante e durão, tem uma personalidade parecida com a de Chewbacca. Em busca de redenção, ele não se importa com a opinião alheia e diz sempre a verdade.
- Spencer Wilding (corpo) e James Earl Jones (voz) como Darth Vader: Um lorde Sith impiedoso, usuário do Lado Negro da Força, comanda a galáxia e a Estrela da Morte com mão de ferro.
- Donnie Yen como Chirrut Imwe: Um guerreiro espiritual dotado de habilidades que compensam sua cegueira. Ele não é um Jedi, mas acredita puramente na mitologia ao redor dos guardiões da Força.
- Jiang Wen como Baze Malbus: Grande amigo de Chirrut, ele não compartilha dessas mesmas crenças, confiando sempre em suas armas. Essa dupla é comparada com Dom Quixote e Sancho Pança.
- Genevieve O'Reilly como Mom Mothma
- Jimmy Smits como Bail Prestor Organa
- Ian McElhinney como General Dodonna
- Guy Henry (ator) e Peter Cushing (computação gráfica) como Grand Moff Tarkin
- Andy de la Tour como General Hurst Romodi
- Antony Daniels como C-3PO
- Jimmy Vee como R2-D2
- Carrie Fisher (voz) e Ingvild Deila como Princesa Leia Organa

## Produção
Em 30 de outubro de 2012, a Walt Disney Pictures anunciou a aquisição da LucasFilm para o preço de de 4,05 bilhões de euros. Mais tarde, Robert Iger, CEO da Disney, anunciou que pretendia fazer três novos episódios da saga de Star Wars. Em 3 de setembro de 2013 foi anunciado que, em paralelo com o filme, vários spin-offs seriam filmados para a série e seriam centrados em determinados personagens.
Em maio de 2014, The Hollywood Reporter informou que Gareth Edwards iria dirigir o primeiro filme spin-off e que escreveria o roteiro com Gary Whitta. Após a seleção, a Lucasfilm divulgou um comunicado confirmando Edwards. Um segundo artigo do website do filme relatou que Chris Weitz foi contratado para escrever um cenário alternativo, que foi rejeitado por Whitta.
A Disney decidiu anunciar informações sobre o título do filme no dia 12 de março de 2015, bem como confirmar a participação de Chris Weitz e Felicity Jones nele. Ele também informou que o enredo do filme foi baseado em uma ideia original por John Knoll, diretor de criação da Industrial Light & Magic. Ele foi eleito como produtor executivo, juntamente com Simon e Jason Emanuel McGatlin. Kathleen Kennedy e Tony To são os produtores e John Swartz, co-produtor.

### Escolha do elenco

O elenco de Rogue One

Em janeiro de 2015, o The Hollywood Reporter afirmou que inúmeras atrizes, incluindo Tatiana Maslany, Rooney Mara e Felicity Jones, estavam sendo testados para participar do filme. A irmã de Mara, Kate também fez testes para o papel. Em fevereiro, foi anunciado que Jones estava em negociações finais para estrelar o filme, enquanto Aaron Paul e Édgar Ramírez também estavam sendo olhados para o papel principal masculino. Já em março, Jones foi anunciado como parte do elenco. Em 25 de março, o Deadline informou que Ben Mendelsohn estava sendo observado para o papel. Já no dia 23 de abril, o TheWrap noticiou que Sam Claflin estava sendo olhado para um papel, enquanto Riz Ahmed estava em negociações para se juntar ao filme. Em 13 de maio, Mendelsohn, Ahmed e Diego Luna foram adicionados ao elenco do filme para estrelar os papéis principais. Forest Whitaker foi adicionado ao elenco do filme em 15 de junho. Em julho, havia rumores de que o vilão Darth Vader apareceriria no filme, mas ele não seria o principal antagonista. Em 27 de julho, Jonathan Aris foi escalado para interpretar o senador Jebel no filme.
Em agosto de 2015, foi relatado que o falecido ator Peter Cushing, que havia interpretado Grand Moff Tarkin no Star Wars (1977) original, pôde ser ressuscitado em versão digital para Rogue One.

### Filmagens
A fotografia principal do filme começou em North London no início de agosto de 2015. Algumas cenas foram filmadas em Laamu Atoll, nas Maldivas, como também na Islândia e Jordânia. Após o lançamento do primeiro trailer, fãs usaram o Twitter para comentar que o Canary Wharf em Londres foi aparentemente utilizado para uma cena.
O filme foi filmando utilizando lentes Ultra Panavision 70 para um número de sequências não reveladas.

### Pós-produção
Em 11 de fevereiro de 2016, executivos da Disney declararam que o filme estava "praticamente concluído". Várias semanas de reanálises começaram em meados de junho de 2016. Em agosto de 2016, The Hollywood Reporter confirmou que Tony Gilroy tinha liderado as revisões, em vez de Edwards, e que Gilroy estaria responsável pela versão final do filme tanto quanto Edwards. Gilroy ficou responsável por refazer o final do filme, que não estava indo como esperado, sob a direção de Edwards. Durante o desenvolvimento do reboot de Godzilla do Edwards, Gilroy foi comissionado para fazer extensa reescritas no roteiro. Ele também esteve presente no set durante a filmagem de cenas cruciais. A pós-produção terminou em 28 de novembro de 2016.

### Música
Em março de 2015, foi relatado que Alexandre Desplat, que trabalhou com Edwards em Godzilla, iria compor a música para Rogue One. Apesar dos rumores de que um contrato não tinha sido inicialmente estabelecido pela Lucasfilm, Desplat tinha confirmado em uma entrevista de abril de 2016 que ele iria servir como compositor para o filme. Sobre o filme, Desplat comentou que "[Edwards e eu] tivemos uma grande parceria em Godzilla, e eu não posso esperar para começar. Será dentro de algumas semanas, e é muito emocionante e assustador ao mesmo tempo, porque é um projeto tão lendário... Ser chamado para substituir John Williams... é um grande desafio para mim ".
No entanto, em setembro de 2016, foi anunciado que Michael Giacchino iria substituir Desplat como compositor, depois que as reorganizações do filme alteraram o cronograma de pós-produção e deixou Desplat não mais disponível. Giacchino só teve quatro semanas e meia para compor a música para o filme, começando quase imediatamente depois de terminar a produção de Doutor Estranho. Em entrevista ao Entertainment Weekly, em novembro de 2016, Giacchino afirmou: "É um filme que é, de muitas formas, um grande filme da Segunda Guerra Mundial, e eu adorei isso, mas também tem esse enorme coração no centro , e essa foi a única coisa que eu simplesmente não queria desconto. Sim, é um filme de ação, e é um filme de Star Wars, e tem todas as coisas que você esperaria e adorara nisso, mas eu não queria esquecer que também era um filme incrivelmente emocional, o que realmente me atraiu." Giacchino incorporou os temas de John Williams de filmes anteriores na partitura.
A trilha sonora oficial vai ser lançada pela Walt Disney Records em 16 de dezembro de 2016.

## Lançamento
O primeiro teaser trailer foi divulgado no dia 7 de abril no Good Morning America, que colocou o filme num dos assuntos mais comentados do Twitter ao longo do dia. O trailer foi visto quase 30 milhões de vezes em suas primeiras 29 horas, com uma taxa de 800.000 visualizações por hora no Facebook e YouTube.
Os críticos fizeram comentários positivos sobre o teaser trailer. O The Daily Telegraph descreveu a personagem de Jyn Erso como "uma malandra, Han Solo estilo de heroína", chamando o filme de "progressista", enquanto observando sua fidelidade meticulosa ao design de produção da trilogia original de Star Wars. The Hollywood Reporter também notou os acenos visuais da trilogia original e questionou qual será a possível orientação narrativa do filme, considerando que o resultado é, em certa medida já revelado na abertura de Uma Nova Esperança. David Sims do The Atlantic afirmou que o trailer trouxe "de volta alguns peças memoráveis da arquitetura, AT-AT e a Estrela da Morte em si, para não mencionar os gloriosos figurino dos anos 70 de Star Wars". Ele acrescentou que o trailer tem um visual que mistura o antigo com o novo.
Outro trailer lançado em outubro de 2016, que levou o Hollywood Reporter a comentar que as imagens recentemente reveladas parecia "um trailer para um filme diferente do que o anunciado anteriormente", observando que Jyn Erso parecia ser retratada como um personagem mais vulnerável, e destacando a aparência de Galen Erso como uma figura paterna protetora. Vanity Fair também comentou sobre a ênfase dada ao relacionamento de Jyn com seu pai; em uma referência humorística à psicologia, observou que Rogue One, como muitos dos filmes anteriores, estava aparentemente usando "o maior recurso natural da franquia Star Wars: questões paternais".
A turnê publicitária do filme começou no México, em 23 de novembro de 2016.
Um pacote de expansão para download será lançado para o videogame Star Wars Battlefront, intitulado Rogue One: Scarif, que permitirá aos jogadores a capacidade de jogar através de vários locais, personagens e peças do jogo de Rogue One. Uma missão em realidade virtual foi ajustada também para o lançamento.

### Romances derivados
Um romance tie-in para o filme, Catalyst: A Rogue One Novel, foi lançado em 15 de novembro de 2016. Foi escrito pelo romancista veterano de Star Wars, James Luceno, a história é definida alguns anos antes dos eventos de Rogue One e fornece uma história de fundo para o filme de 2016. A novelização do filme foi escrita por Alexander Freed e está prevista para ser lançada em 16 de dezembro de 2016.

## Recepção

### Bilheterias
Em 22 de janeiro de 2017, Rogue One arrecadou US$ 532,1 milhões nos Estados Unidos e no Canadá e US$ 523,8 milhões em outros territórios, chegando a um total mundial de US$ 1,056 bilhões, contra um orçamento de produção de US $ 200 milhões.
No final de novembro de 2016, as projeções de bilheteria para os Estados Unidos e o Canadá teve o filme arrecadando US $ 100-150 milhões em seu fim de semana de abertura. O presidente da Disney, Bob Iger, observou que a Disney e a Lucasfilm não esperavam que Rogue One chegasse ao total bruto do O Despertar da Força de US $ 2,068 bilhões, nem a abertura de US $ 248 milhões. A pré-venda de ingressos para o filme começou as meio-dia de 28 de novembro de 2016 e dentro de 10 minutos o site de vendas de ingressos, Fandango saiu do ar, igual O Despertar da Força fez no ano anterior. Em suas primeiras vinte e quatro horas, o filme teve a segunda maior quantidade de bilhetes vendidos na pré-venda, atrás apenas de O Despertar da Força no ano anterior. Foi previsto que em todo o mundo o filme atingiria US $ 280-350 milhões em seu fim de semana de abertura.

#### América do Norte
Rogue One foi a maior pré-estreia de uma quinta-feira em 2016, arrecadando US $29 milhões em 4,157 cinemas nos Estados Unidos; o que é 51% dos US $ 57 milhões de O Despertar da Força. O filme fez US $ 71,1 milhões na sexta-feira tornando-se a sétima maior prévia de todos os tempos. Rogue One é a terceira maior abertura de 2016, a décima segunda maior abertura de todos os tempos e a segunda maior abertura em dezembro, atrás apenas de Star Wars: O Despertar da Força. As audiências americanas deram a Rogue One um "A" no CinemaScore e 66% do público eram homens, 34% mulheres e 39% tinha mais de 25 anos. O filme arrecadou US $ 46,3 milhões no sábado (uma queda de 35% na sexta-feira) e US $155,081,681 milhões no primeiro fim de semana. Do total da estreia de Rogue One, apenas 38% vieram o filme em 3D. Uma divisão mais adicional dos números mostra que o filme trouxe $19 milhões nas 400 telas de IMAX e $ 17.9 milhões em 550 projeções em grandes formatos.
Em 21 de dezembro, ele tornou-se a quarta maior bilheteira na segunda-feira e terça-feira em dezembro na região. É a nona maior arrecadação de bilheteria numa terça-feira de não-abertura com $17,582,978 milhões e a décima maior semana de abertura na América do Norte com $221,998,674 milhões. No domingo 25, Rogue One tornou-se a segunda maior bilheteria de Natal com $26,267,000, a segunda maior arrecadação de uma segunda-feira e a segunda maior que não é feriado com $31,708,000, apenas atrás de O Despertar da Força. É o sexto filme mais rápido a chegar a 300 milhões em 11 dias, a sétima maior arrecadação em oito dias e a nona maior arrecadação em 10 dias.

#### Internacional
Na abertura internacional do filme, lucrou cerca de US $ 21 milhões no Reino Unido, US $ 12,5 milhões na Alemanha, US $ 10,8 milhões na Austrália, US $ 10 milhões na França, US $ 7,9 milhões na Rússia, US $ 5,3 milhões no Brasil, US $ 5,1 milhões no México, US $ 4,5 milhões no Espanha, 3,5 milhões de dólares na Suécia e 3,1 milhões de dólares na Itália. O próximo fim de semana não vê novas aberturas para Rogue One, que abriu em 71% do mercado internacional e ainda tem aberturas na Coreia do Sul (28 de dezembro) e na China (6 de janeiro). No total, arrecadou aproximadamente 135,5 milhões de dólares em 54 mercados, ficando apenas na posição 21 das maiores aberturas mundiais, atrás de a Saga Crepúsculo: Amanhecer - Parte 1 com US $291 milhões.

### Resposta da crítica
Rogue One recebeu críticas positivas dos críticos. No Rotten Tomatoes, o filme tem uma aprovação de 85% com base em 325 avaliações, e uma classificação média de 7,5/10. O consenso crítico do site diz: "Rogue One vai no fundo da mitologia de Star Wars, ao mesmo tempo em que traz novos argumentos narrativos e estéticos - e sugere um brilhante futuro para a franquia". No Metacritic, que atribui uma classificação normalizada de uma nota 65 de 100, com base em 50 críticas, indicando "geralmente opiniões favoráveis".
O crítico brasileiro Pablo Villaça deu quatro estrelas em cinco, apontado tropeços no roteiro e na direção mas concluiu que: "(...) maior virtude de Rogue One: sua capacidade de levar o espectador a se importar profundamente com seus personagens – e arrisco-me a dizer que será impossível rever Uma Nova Esperança (cujo título agora tem motivação precisa na última fala de seu “predecessor”) sem que nos lembremos de todo o sofrimento exigido para que Leia pudesse enviar sua mensagem desesperada para Obi-Wan Kenobi. Aliás, mais do que isso: a frustração da princesa diante da passividade individualista de Han Solo no Episódio IV passa a ser também a nossa, que dividimos com ela o conhecimento do que foi exigido em nome de uma causa que também o beneficiaria – e, portanto, se torna ainda mais reconfortante ver Han se dando conta disso e se juntando à Aliança."
O crítico Eric Goldman, do IGN, deu ao filme nota 9.0 de 10, dizendo que "Rogue One é um filme feito para os fãs, mas quando o fan-service é bem feito, há pouco para reclamar e muito para adorar". Peter Travers, da Rolling Stone, deu ao filme 3.5 de 4 estrelas, dizendo que "este spin-off/prequela tem o mesmo espírito primitivo, vivido, emocional, tolices, momentos espetaculares que nos fizeram se apaixonar pela trilogia original". /Film deu a Rogue One 8/10, escrevendo que o filme é agradável, mas não tem o peso emocional de O Despertar da Força porque "nenhum personagem no Rogue One foi fortemente atraente". PopMatters escreveu: "Rogue One parece gostar de gastar tempo com um novo lote de luas e planetas que não vimos antes, se divertindo com a confusão e o clamor de assentamentos remotos onde os sentimentos anti-imperial se apodrecem. Mostra engenhosidades, as complexas manobras de jogos de espionagem, batalhas de cães e a mais extensa batalha Império versus Aliança vista desde a abertura do O Império Contra-Ataca". O Los Angeles Times chamou Rogue One de "em ritmo rápido, áspero e pronto para o entretenimento."
O New York Times escreveu: "Todas as peças estão lá, em outras palavras, como figuras de Lego em uma caixa. O problema é que os cineastas realmente não se preocuparam em pensar em algo muito interessante para fazer com elas." Richard Brody, do The New Yorker, chamou o filme de "lobotomizado" e "despersonalizado" e escreveu que, "não é tanto um filme mas um longa-metragem promocional para si mesmo; É um filme que ainda está à espera de ser feito." O Washington Post escreveu: "Rogue One representa um exercício irrepreensível na extensão da franquia. Está bem. Vai dar certo. Por agora."
O também crítico brasileiro João Carlos Correia, em sua análise no site AdoroCinema deu uma cotação quatro e meio de cinco estrelas e disse que "Quando Rogue One foi anunciado muitos dos fãs achavam que seria um pastiche da saga e uma produção barata com o único propósito de arrancar dinheiro deles. Entretanto, para agradável surpresa geral, o filme não só é uma superprodução (...), como também é uma história, ao mesmo tempo original e familiar, pois tem ligação direta com o episódio IV, o que deu início a esse mundo maravilhoso criado por [George] Lucas". (...) "Uma outra diferença que acaba se tornando uma boa sacada é mostrar que heróis, algumas vezes, não são tão puros como se costuma pensar, mesmo quando estão a lutar por uma causa nobre. Não raro, agentes de movimentos de rebelião e/ou resistência tem que fazer trabalhos sujos tais como atentados e assassinatos de inimigos, tudo em nome dessa causa...". Faz notar que "Ao longo de Rogue One há diversas referências ao primeiro filme (...). Há um verdadeiro clima retrô que pode ser notado nos cenários, em particular no interior da Estrela da Morte. Mas que ninguém se engane: os efeitos especiais são de primeiríssima linha. Uma outra semelhança com o primeiro filme são a presença de atores em ascensão nos papéis principais com coadjuvantes consagrados". E finaliza: "Rogue One vai se tornar um clássico da saga Star Wars? Ainda é muito cedo para dizer, mas sem dúvida, é um grande filme, e uma excelente abertura para as comemorações do 40º aniversário da saga (...)".